# Escrita Beitha Kukju

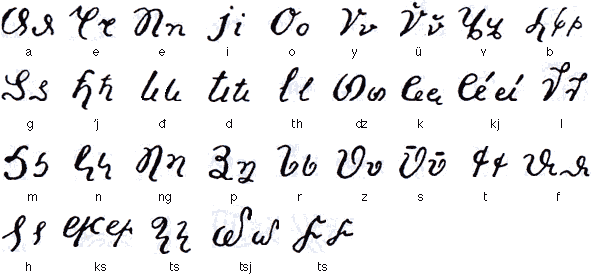
Escrita Beitha Kukju

Beitha Kukju ou  Buthakukye  foi um alfabeto inventado entre 1825 e 1845 por Naum Veqilharxhi (1797-1854), um advogado e estudioso de  Vithkuq, uma vila da região de Korçë, no sul da Albânia. O nome da escrita é uma forma corrompida de “Vithkuq”. Esse alfabeto fez parte do movimento de Veqilharxhi pela promoção de um despertar na nação albanesa, para evitar as divisões religiosas e culturais causadas pelas escritas Latina, Grega e Árabe. 

## Uso
Os outros três alfabeto já citados acima foram sucessivamente sobrepujando essa nova grafia criada e por fim a escrita oficial passou a ser, em 1909, a Latina. Outra escrita que foi usada para o albanês foi a Elbasan, no século XVIII, mas não vingou.
Detalhes desse alfabeto foram pela primeira vez divulgados no livro Evëtori Shqip Fort i Shkurtër (“o mais utilizável e conciso alfabeto albanês”) escrito por Veqilharxhi entre 1844 e 45. Foi distribuído na região de Korçë, depois em Berat e se mostrou polupar. Veqilharxhi produziu ainda outros livros nessa escrita, mas poucos ainda existem.

## Características
A escrita é da esquerda para a direita,. São 32 símbolos de aparência cursiva, sendo sete para vogais (sons de A,  I, O, Y, Ü e dois para E ) e 25 para consoantes (sons de v, b, g, ‘j,  th, dz, k, kj, l, m, n, ng, p, r, s, t, f, h, ks, tsj – mais dois para cada um dos sons d e ts)